# Eueretagrotis
Eueretagrotis là một chi bướm đêm thuộc họ Noctuidae.

## Loài
- Eueretagrotis attentus (Grote, 1874)
- Eueretagrotis perattentus (Grote, 1876)
- Eueretagrotis sigmoides (Guenée, 1852)